# Liczby trójkątne

Sześć pierwszych liczb trójkątnych (bez)

Liczba trójkątna {\displaystyle T_{n}} – liczba obiektów, które – ustawione w regularnej trójkątnej siatce – mogą utworzyć kształt wypełnionego trójkąta równobocznego, w którego boku stoi n obiektów.
Początkowymi liczbami trójkątnymi (włączając „zerową” liczbę trójkątną {\displaystyle T_{0}=0,} odpowiadającą „trójkątowi pustemu”) są:
0, 1, 3, 6, 10, 15, 21, 28, 36, 45, 55,...
(ciąg  A000217 w OEIS).
Każda liczba trójkątna jest sumą kolejnych, początkowych liczb naturalnych:
{\displaystyle T_{n}=1+2+3+\ldots +n.}
Korzystając ze wzoru na sumę skończonego ciągu arytmetycznego:
{\displaystyle T_{n}={\frac {n(n+1)}{2}}={n+1 \choose 2},}
gdzie {\displaystyle \textstyle {n+1 \choose 2}} jest symbolem Newtona:
Liczba {\displaystyle T_{n}} jest liczbą różnych dwuelementowych podzbiorów zbioru {\displaystyle (n+1)}-elementowego, zatem {\displaystyle n}-ta liczba trójkątna jest rozwiązaniem zagadnienia przywitań dla {\displaystyle n+1} osób.
Łatwo można sprawdzić, czy dana liczba jest trójkątna: trzeba w tym celu skorzystać z faktu, że {\displaystyle n} jest liczbą trójkątną wtedy i tylko wtedy, gdy {\displaystyle 8n+1} jest liczbą kwadratową .

## Własności arytmetyczne
Korzystając z powyższego wzoru możemy obliczyć różnicę i sumę dwóch kolejnych liczb trójkątnych:
różnica: {\displaystyle T_{n+1}-T_{n}=n+1,}
suma: {\displaystyle T_{n+1}+T_{n}={(n+1)}^{2}.}

## Uogólnienia
Liczby trójkątne należą do rodziny liczb figurowych .